# Trang Hòa Vương hậu
Trang Hòa Vương Hậu (? - k.934 hoặc 943) là vợ thứ hai của Cao Ly Thái Tổ và là sinh mẫu của Cao Ly Huệ Tông, vua thứ hai của Cao Ly.

## Tiểu sử
Bà là người kế thừa hoàng gia Trung Quốc đến Triều Tiên trong thời kì Triều Tiên Tam Quốc. Một trong những người tổ tiên của bà là Oh Cheom (Hangul:오첨, Hanja:呉膺) người đã từng đến Triều Tiên ở thời kì vua Trí Chứng Vương. Oh Cheom có hai người con trai và một con gái ở Tân La, nhưng ông đã quyết định rời khỏi Tân La. Người con trai còn quá nhỏ để trở về Trung Quốc cùng với cha, vì vậy Oh Cheom đã bỏ con trai mình, Oh Eung (Hangul:오응, Hanja:呉膺) ở Tân La. Hậu duệ của Oh Eung, Oh Da-ryeon (Hangul:오다련, Hanja:呉多憐) đã giúp Thái Tổ thành lập Cao Ly. Trang Hòa Vương Hậu là con của Oh Da-ryeon.

## Gia tộc
- Cha: Oh Da-ryeon (오다련)
- Mẹ: Tiểu thư Yeon Deok-gyo (연덕교)
- Chồng: Cao Ly Thế Tổ (31 tháng 1 877 – 4 tháng 7 943) (고려 태조)
  - Con: Cao Ly Huệ Tông (912 - 23 tháng 10 945) (고려 혜종)
    - Con dâu: Uihwa Hậu của Jincheon Im tộc (의화왕후 임씨)